# 谋害老妈
《谋害老妈》（英語：Throw Momma from the Train，又译《扔阿妈出火车》）是一部由丹尼·德维托执导并主演的1987年美国喜剧片。影片的另外几位主要演员还包括比利·克里斯托、罗伯·莱纳、安妮·拉姆西、金·格雷斯特及凯特·穆格鲁等。

## 演员表
- 丹尼·德维托饰Owen Lift
- 比利·克里斯托饰Larry Donner
- 罗伯·莱纳饰Joel，Larry的经济人
- 安妮·拉姆西（英语：Anne Ramsey）饰Lift的妈妈
- 金·格雷斯特（英语：Kim Greist）饰Beth
- 凯特·穆格鲁（英语：Kate Mulgrew）饰Margaret Donner
- 奥普拉·温弗瑞客串出演她自己

## 评价
根据烂蕃茄上的26份评论文章，本片好评度为62%。